# Knol
Knol był serwisem internetowym stworzonym przez firmę Google, którego zadaniem było gromadzenie opracowań ze wszelkich dziedzin wiedzy. Serwis po kilku latach działalności został zamknięty 1 maja 2012 roku. Każdy mógł zostać autorem, ale musiał podać swoje dane osobowe i posiadane kwalifikacje. Opracowania tematyczne zawarte były w jednostkach nazywanych knolami, które mogły być współtworzone z innymi osobami, ale tylko jedna była jego autorem i odpowiedzialna za ostateczny kształt opracowanego knola. Opracowania podlegają ocenie przez czytelników. Autorzy opracowań otrzymywali za swoją pracę wynagrodzenie – zysk z reklam AdSense publikowanych na przygotowanych przez nich materiałach.
Slogan serwisu to:
Knol, a unit of knowledge – Knol, jednostka wiedzy
a naczelna zasada
to help you share what you know – pomagać wam dzielić się wiedzą
Publiczna beta wersja serwisu udostępniona została 23 lipca 2008 roku. Otwarcie serwisu ogłoszono 13 grudnia 2007.